# Собонёвице

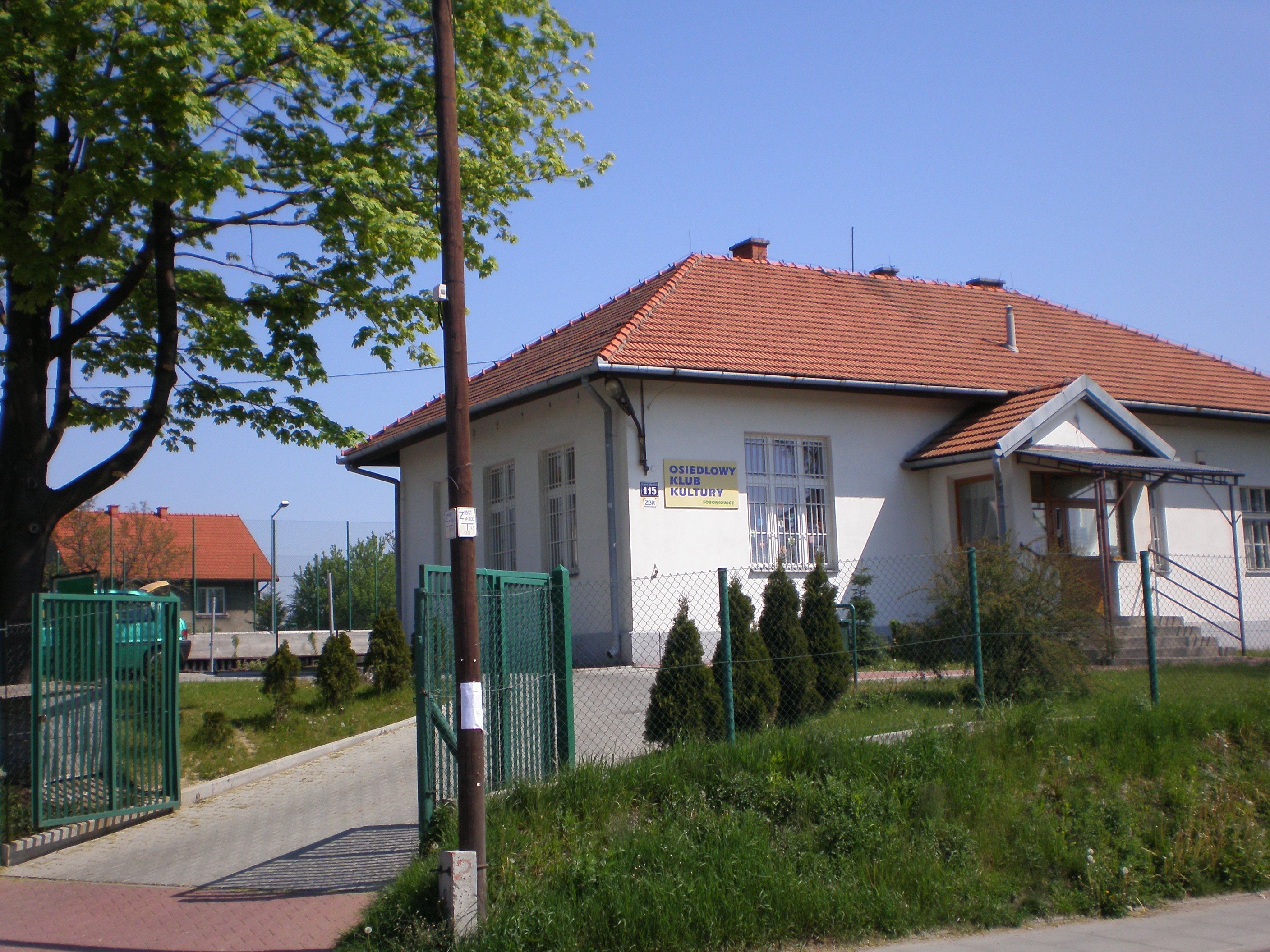
Дом культуры «Собонёвице»

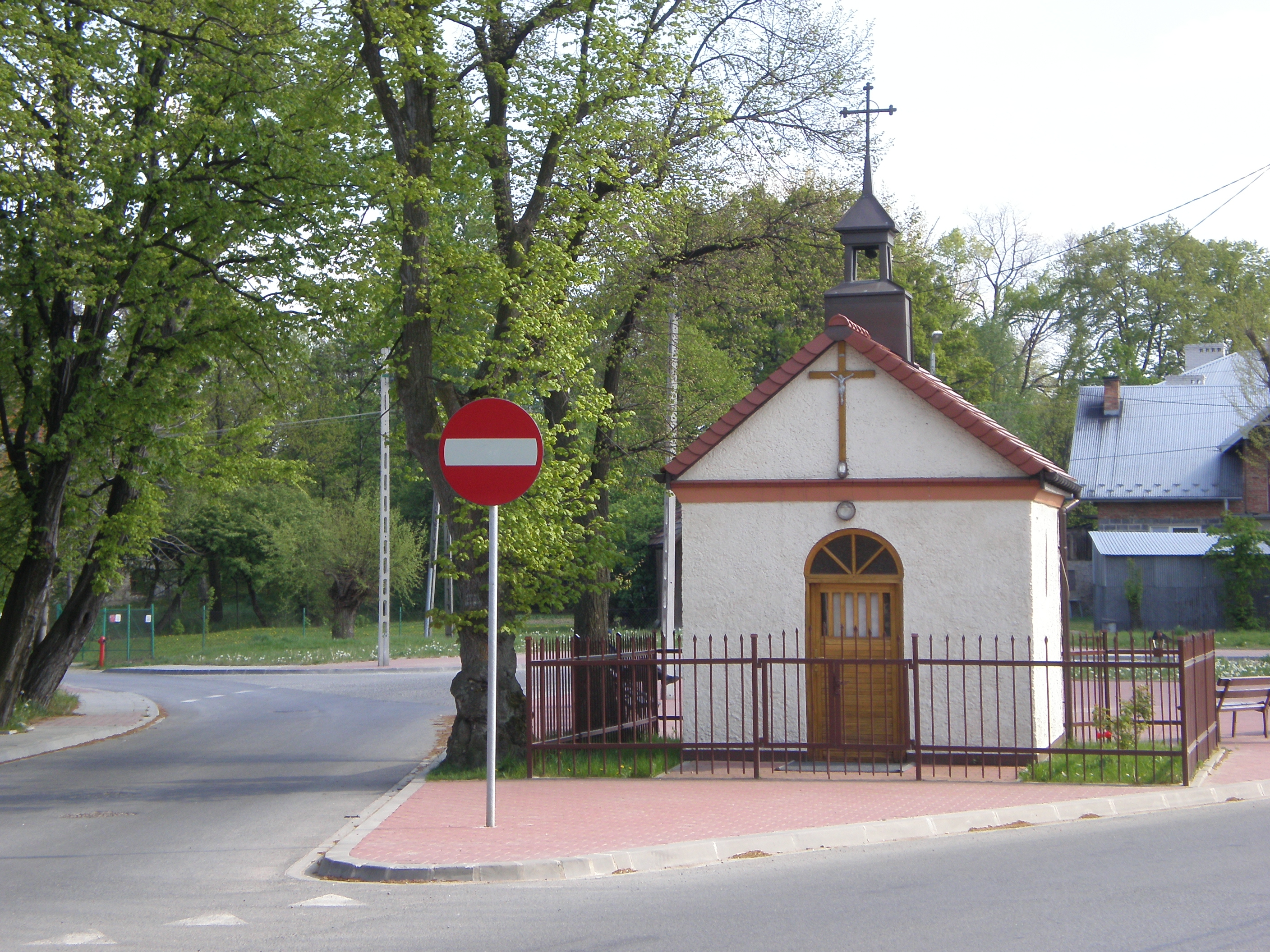
Часовня Пресвятой Девы Марии Ченстоховской

Собонёвице (пол. Soboniowice) — микрорайон в Кракове, Польша. Входит в административный район Дзельница X Свошовице.

## История
До VIII века село Собонёвице разделялось на две части: южная часть называлась Собонёвице, а северная часть относилась к деревне Стшалковице. Обе части относились к приходу в Косоцицах. В 1418 году в Стшалковице была построена мельница. В XVII веке обе части были собственность шляхетского рода Михаловских. До XVII века Стшалковице была самостоятельной деревней. В XVIII веке в Собонёвице была построена усадьба, которая несколько раз перестраивалась. Современная усадьба, датируемая 1850 годом, с первой половины XIX века использовалась в качестве амбара.
В 1973 году село Собонёвице было присоединено к Кракову в составе административного района Подгуже.

## Социальная структура
- В микрорайоне действует Дом культуры «Собонёвице» с двумя спортивными площадками;

## Достопримечательности
- Часовня Пресвятой Девы Марии Ченсоховской и несколько придорожных часовен.
- Усадьба первой половины XIX века — памятник культуры Малопольского воеводства (№ А-652 от 26.04.1984).

## Известные жители и уроженцы
- Согласно изданию «Słownik geograficzny Królestwa Polskiego i innych krajów słowiańskich» в Стшалковице родился один из предводителей Польского восстания 1830 года польский генерал Генрих Дембинский (1791—1864).

## Источник
- Strzałkowice, Słownik geograficzny Królestwa Polskiego i innych krajów słowiańskich, I, 1880
- Encyklopedia Krakowa red. Antoni Henryk Stachowski, PWN 2000, ISBN 83-01-13325-2